# Francesco Dall'Ongaro

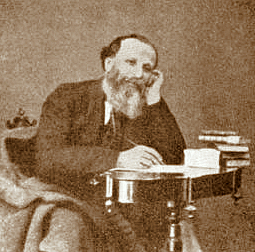
Francesco Dall'Ongaro.

Francesco Dall'Ongaro, född 1808, död 10 januari 1873, var en italiensk författare.
Dall'Ongaro deltog livligt i 1840-talets politiska stridigheter, och organiserade 1848 den första legionen i Giuseppe Garibaldis frikår. Han måste senare fly till utlandet, men återvände 1859. Han blev professor i litteratur i Florens, och från 1869 innehade han samma post i Neapel. Bland hans patriotiska skrifter märks dramat Il fornaretto (1846) samt de populära diktsamlingen Stornelli italiani (1847) samt Novelle vecchie e nuove (1869). Hans Epistolario scelto utgav 1875 med biografi av Angelo De Gubernatis.